# Зіатдінов Юрій Кашафович
Ю́рій Каша́фович Зіатді́нов (нар. 1955) — український фахівець у галузі авіаційно-космічної техніки, доктор технічних наук (1996), професор (1999).

## Біографія
Народився 1955 року в місті Кривий Ріг. У 1977 році закінчив Київське вище військове авіаційно-інженерне училище, 1992 року — Харківський університет.
Від 1977 працює у вищих військових авіаційно-інженерних навчальних закладах. Протягом 1996—2001 років — головний науковий співробітник Наукового центру ВПС України.
З 2001 року — директор Державного музею авіації. Одночасно від 2002-го — завідувач кафедри комп'ютерних інформаційних систем Національного авіаційного університету.
Працював над розробкою методів формування та визначення ефективності тактико-технічних характеристик перспективних авіаційно-космічних систем, використання яких дозволяє знизити ризик прийняття помилкових рішень.
Нині директор КФКТЕ НАУ (з 2020 р.).
Серед робіт:
- «Великі технічні системи: проектування та управління», 1997
- «Складні технічні та ергатичні системи: методи дослідження», 1997, співавтори — Воронін Альберт Миколайович, В. В. Осташевський, А. В. Харченко
- «Активне управління як засіб підвищення ресурсів повітряних суден», 1998
- «Інформаційні системи прийняття рішень: Навчальний посібник», 2009 (усі в співавторстві).
- «Теорія автоматичного керування: підручник», співавтори А. Е. Асланян, Барабаш Олег Володимирович, О. А. Бєльська, 2015.